# Schlacht von Toski
 Aba – Dschebel Gedir I – Sennar I – Dschebel Gedir II – al-Ubayyid I – al-Ubayyid II – Sennar II – Sinkat – El Teb I – Scheikan – El Teb II – El Teb III – Tamanieh – Khartum – Abu Klea – Gallabat – Toski – Firket – Atbara – Omdurman – Umm Diwaykarat
Die Schlacht von Toski fand am 3. August 1889 zwischen einer anglo-ägyptischen Armee und Anhängern des Mahdi Muhammad Ahmad, als Teil des Mahdi-Aufstandes im Sudan, in Ägypten statt.

## Vorgeschichte
Im Sudan, der ab 1821 unter die Herrschaft der osmanischen Vizekönige von Ägypten gekommen war, brach 1881 der Mahdiaufstand aus. Seit 1882 hatten die Briten die Kontrolle in Ägypten übernommen und wurden dadurch in den Mahdi-Aufstand hineingezogen. Die ägyptische Armee war im Zuge der Besetzung Ägyptens zerschlagen worden. Da Muhammad Ahmad plante, seinen Aufstand auch nach Ägypten zu tragen, wurden die ägyptischen Streitkräfte durch die Briten neu aufgestellt. General Evelyn Wood, nach ihm Francis Grenfell, wurde zum Sirdar (Oberbefehlshaber) ernannt und britische Offiziere bildeten die neu aufgestellten Einheiten aus. Der Nachfolger des Mahdi Kalif Abdallahi ibn Muhammad hatte sein Vorhaben, nach Ägypten zu marschieren, auch nach dessen Tod nicht aufgegeben.

## Verlauf

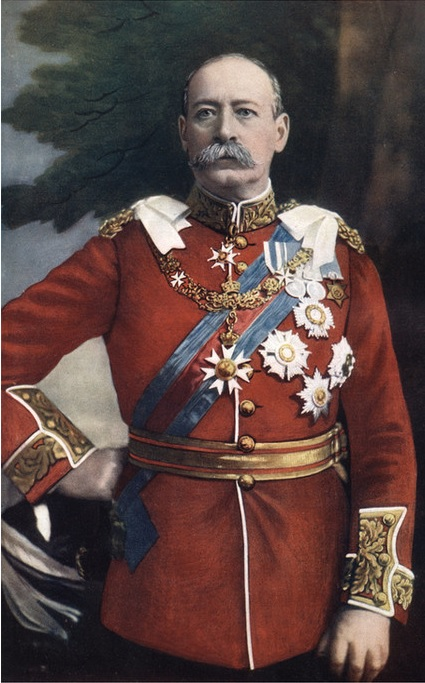
Francis Wallace Grenfell
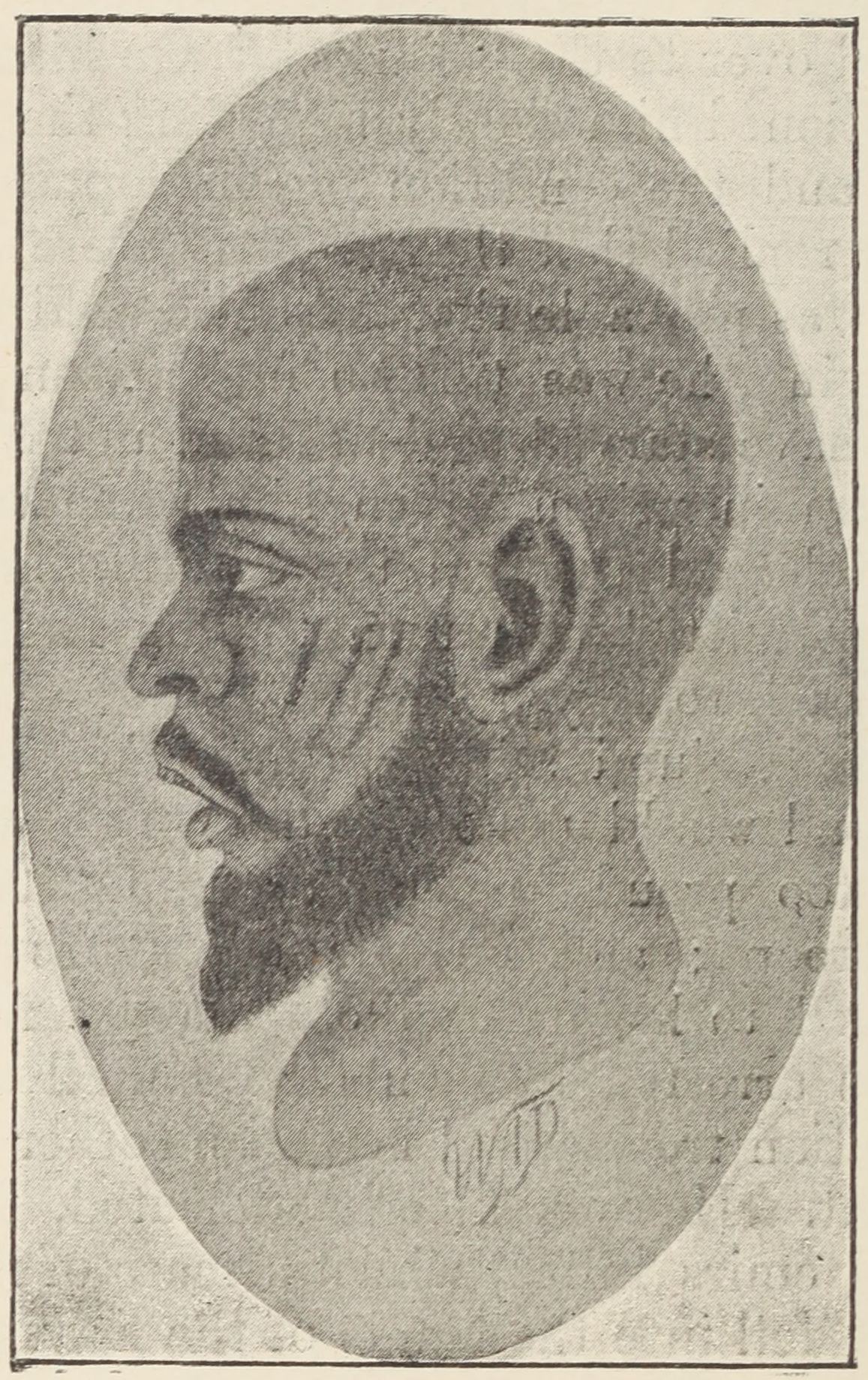
Wad al-Najumi

1889 sandte Abdallahi ibn Muhammad den Ober-Emir (Amīr al-Umarā) Wad al-Najumi mit einer 6.000 Mann starken Armee von Dongola über die Grenze nach Ägypten aus, um dieses Ziel zu verwirklichen. Die Mahdisten zogen mit 15.000 Kriegern, Frauen und Kindern über Seres und umgingen Wadi Halfa, wo der Großteil der anglo-ägyptischen Armee stationiert war. Beim Dorf Argin wurden sie von gegnerischen Einheiten unter Oberst Josceline Wodehouse Pascha angegriffen und besiegt. Die Mahdisten verloren ungefähr 900 Mann und weitere 500 durch Gefangenschaft, darunter mehrere Emire. Die anglo-ägyptischen Armee hatte nur 11 Tote und 59 Verletzte.
Wad al-Najumi marschierte weiter, obwohl seine Kämpfer unter Nahrungsmangel litten und desertierten. General Grenfell forderte ihn zur Aufgabe auf, was Wad al-Najumi ablehnte.
Grenfell schlug südlich von Korosko bei Toski (20 Kilometer nördlich von Abu Simbel) am Nil, etwa 76 Kilometer hinter der ägyptischen Grenze, ein Lager auf. Wad al-Najumi marschierte in nordwestlicher Richtung und schien einen Kampf vermeiden zu wollen. Sein Ziel war der Ort Bimban, dessen Einwohner sich auf die Seite der Mahdisten stellen wollten.
Grenfell entschied, einen Kampf zu erzwingen, und ließ Wodehouse die Artillerie und Infanterie in Marsch setzen. Oberst Kitchener, der spätere Bezwinger der Mahdisten, sollte sich vor Wad al-Najumi setzen und ihm den Weg abschneiden. Als Wad al-Najumi feststellte, dass der Weg versperrt war, befahl er seinen Kriegern, sich in einer nahen Felsformation zu verschanzen. Der Kampf dauerte nicht lange. Grenfell flankierte Wad al-Najumis Stellung und zwang sie zum Rückzug auf eine zweite Felsformation, wodurch er viele Männer verlor. Am Mittag, als Grenfell den Großangriff begann, befanden sich die Mahdisten bereits auf der Flucht. Wad al-Najumis Lager hinter der Hügelkette wurde eingenommen, wobei 5.000 Frauen und Kinder in Gefangenschaft gerieten, darunter Negumis kleiner Sohn. Grenfells Truppen hatten 25 Tote und 140 Verwundete zu beklagen. Die Streitkraft der Mahdisten hatte zu bestehen aufgehört, Wad al-Najumi und all seine Emire waren getötet worden.

## Folgen
Die Schlacht von Toski beendete die Bedrohung Ägyptens durch die Mahdisten. Die Moral der ägyptischen Truppen wurde gestärkt. Toski war der erste Sieg der neu aufgestellten ägyptischen Armee, denn im Gegensatz zu den Schlachten der Gordon Relief Expedition kam bei Toski, außer den Offizieren, an britischen Kräften, nur eine Eskadron der 20th Hussars zum Einsatz. Die Kampfkraft der Mahdisten war hinter den Erwartungen zurückgeblieben.
Das Reich der Mahdisten hatte bis 1899 Bestand. Dann wurde Sudan mit dem Feldzug Kitcheners von den Briten zurückerobert.